# Ludicorp
Ludicorp fue una empresa, con sede en Vancouver, Columbia Británica, Canadá, que creó el sitio web de organización de fotografías digitales y red social Flickr y Game Neverending. Fue fundada en 2002 por Stewart Butterfield, Caterina Fake y Jason Classon y fue comprada por Yahoo! el 20 de marzo de 2005.

## Estructura de Ludicorp

### Equipo
Su equipo se consistio en:
- Stewart Butterfield, Presidente
- Jason Classon, Jefe de Operaciones
- Eric Costello, Jefe de desarrollo en clientes
- Caterina Fake, Marketing VP y comunidad
- Craig Johannsen, Jefe de desarrollo del servidor
- Cal Henderson, Jefe de desarrollo web
- Paul Lloyd, Desarrollador
- George Oates, Productor
- Ben Cerveny, Diseñador de juegos y asesor

### Junta de asesores
- Cory Doctorow
- Andrew Zolli
- Clay Shirky

## Historia

### 2000–2003: Fundación y desarrollo de Game Neverending
Antes de la fundación de Ludicorp, Steward Butterfield se había unido junto a Jason Classon y a su compañía Gradfinder.com, compañía que terminarían vendiendo seis meses después.
Butterfield conoció a Caterina Fake en 2000, Fake se mudó a Vancouver y los dos se casaron dos años después, comenzando Ludicorp con Classon, justo después de su luna de miel. Fake dice que la inspiración para el nombre Ludicorp provino de la palabra latina ludus, que significa jugar.
Poco después de la fundación de Ludicorp, Steward Butterfield, Jason Classon y Caterina Fake comenzaron a desarrollar un juego en línea llamado Game Neverending. Según Fake, "[Ella] hizo el diseño del juego, Stewart hizo el diseño de interacción y Jason hizo el PHP para el prototipo".
Según Fake, "Neopets fue una de las inspiraciones para "Game Neverending", un juego donde la interacción multijugador en línea estaba disponible. Estaba destinado a ser un juego que no terminaría, y no había ningún concepto de ganar o perder en él. El juego Neverending se terminó y se lanzó en 2002, sin embargo, no obtuvo el éxito que Ludicorp quería.

### 2004: Cancelación de Game Neverending, Desarrollo de Flickr y Adquisición por Yahoo!

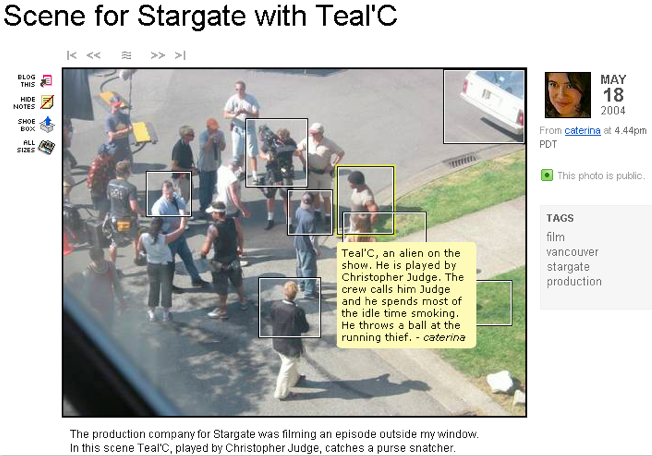
Flickr en 2004

Game Neverending contenía una función que permitía a los jugadores comunicarse y compartir fotografías entre ellos, se reutilizo esta herramienta en el principal proyecto de Ludicorp, Flickr. Después de que Game Neverending se convirtiera en un fracaso financiero, los ejecutivos de Ludicorp decidieron cancelar ese proyecto y dedicarse a Flickr. Game Neverending se relanzó temporalmente el 1 de abril de 2008 por Cal Henderson y Myles Grant y se cerró de nuevo al día siguiente.

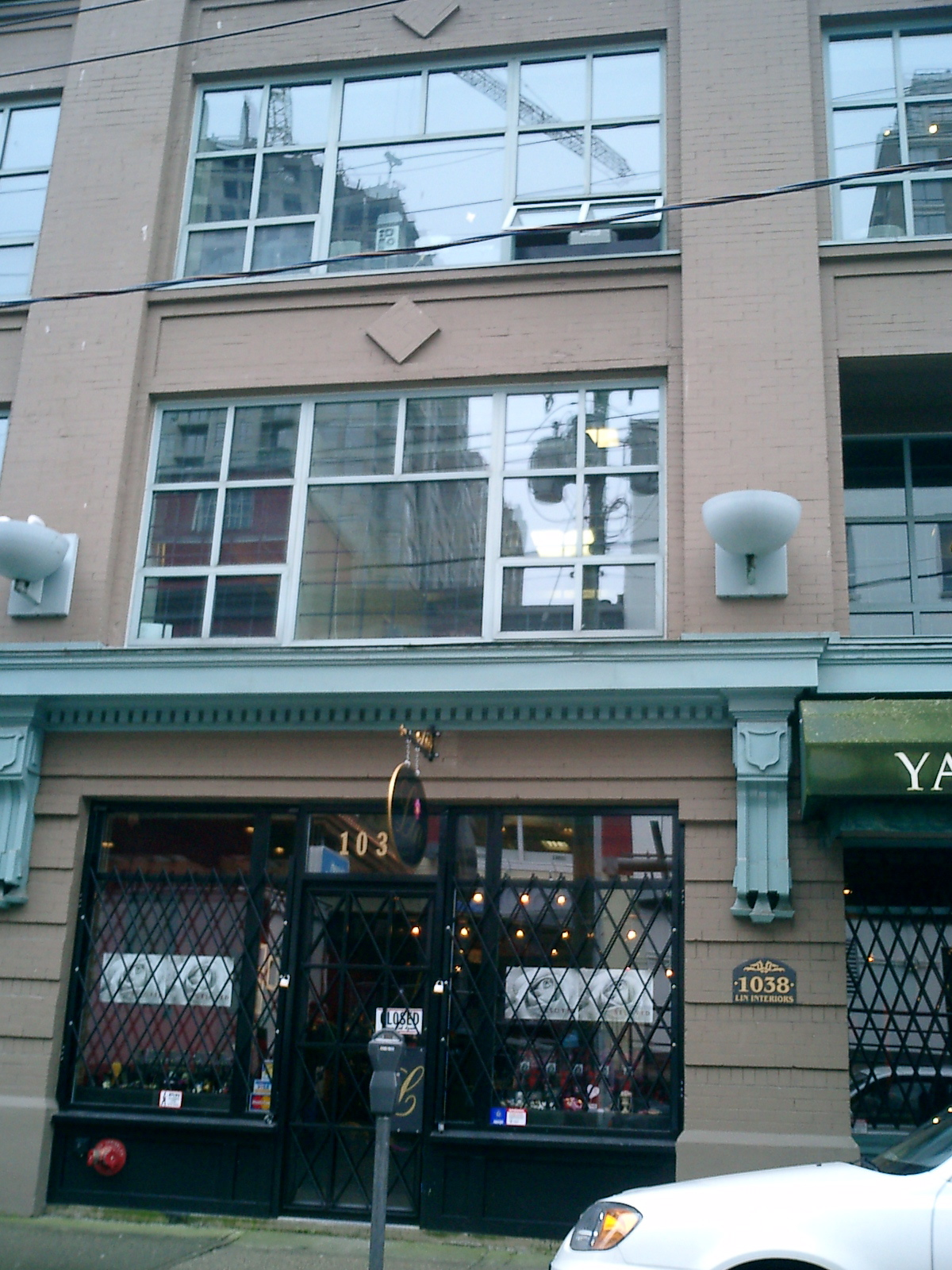
La oficina de Ludicorp en 2005

La primera versión de Flickr se construyó en 8 semanas, ya que Ludicorp ya contaba con la tecnología y el software necesarios de Game Neverending. Se trataba de un sitio de redes sociales que permitía a los usuarios publicar y compartir fotografías que habían tomado, sin la ayuda de empresas profesionales. Su rápido crecimiento fue impulsado por la creciente popularidad de los sitios de redes sociales como YouTube y la creciente disponibilidad de teléfonos inteligentes con cámaras integradas. Aunque muchos usuarios eran fotógrafos profesionales, Flickr estaba dirigido a aquellos que encontraban la fotografía como una afición.
Según Fake, Flickr "cambió el rumbo de Ludicorp", ya que con el fracaso de Game Neverending, la empresa estaba en apuros. A finales de 2004, Flickr valía aproximadamente 25 millones de dólares estadounidenses. Esto hizo que muchas empresas tuvieran interés en adquirir Ludicorp, una de las cuales era Yahoo!.
A finales de 2004, Butterfield, Fake y Classon vendieron Ludicorp a Yahoo!. Después de la adquisición, Fake y Classon se fueron de la compañía, seguidos por Butterfield dos años después en 2007, después de tener su segundo hijo y divorciarse de Fake.
Después de la compra de Ludicorp por parte de Yahoo!, Flickr alcanzó su punto máximo de popularidad y luego comenzó a declinar, con otras redes sociales asumiendo el control, se volvió difícil de monetizar y dejó de ser rentable para Ludicorp y Yahoo!. Al darse cuenta de esto, Yahoo! vendió Flickr a SmugMug, lo que provocó que Ludicorp perdiera su producto principal.